# Ocozias de Judá
Ocozias ou Acazias foi o 6.º rei de Judá. Era filho de Jeorão, rei de Judá, e de Atália, filha de Acabe, rei de Israel.

## Biografia
Acazias começou a reinar quando tinha vinte e dois anos de idade 2 Reis 8.26, tendo reinado apenas um ano. À época em que sucedeu a seu pai, Sua mãe aconselha-o e a Jorão, filho de Acabe, rei de Israel; à peleja contra Hazael, rei da Síria.
Segundo a narrativa bíblica, durante uma batalha travada em Ramote-Gileade ao leste do Rio Jordão, o rei Jorão, de Israel, foi ferido e retirou-se para seu palácio em Jizreel, na companhia de Ocozias.
O comandante israelita, Jeú, filho de  Josafá e Ninsi, foi mandado por Deus para dissipar aqueles que continuavam praticando as perversidades de Acabe. Segui-os e atacou os dois monarcas, matando Jorão;
Nesse ponto, há divergência entre os dois livros bíblicos que tratam do assunto. O Livro (II Reis conta que Ocozias foi perseguido e ferido por Jeú, tendo se refugiado na fortaleza de Megido, onde veio a falecer. Entretanto, em Crônicas, consta que ele foi detido em Samaria e entregue a Jeú, sendo executado.
Coordenando-se estes dois relatos (2Rs 9:21-28;), evidentemente aconteceu o seguinte: Jeú, ao se aproximar de Jezreel, encontrou-se com Jeorão e Acazias. Jeú abateu Jeorão, mas Acazias fugiu. Nesta ocasião, Jeú não perseguiu Acazias, mas continuou até Jezreel, a fim de terminar ali a sua obra executora. No ínterim, o fugitivo Acazias tentou retornar a Jerusalém; no entanto, só conseguiu chegar a Samaria, onde tentou esconder-se. Os homens de Jeú, perseguindo Acazias, descobriram-no em Samaria e capturaram-no, e levaram-no até Jeú, que estava perto da cidade de Ibleão, não muito longe de Jezreel. Quando Jeú viu Acazias, ordenou que seus homens o matassem em seu carro. Eles o golpearam e feriram quando subia para Gur, perto de Ibleão; mas permitiu-se que Acazias escapasse, e ele fugiu para Megido, onde morreu devido a seus ferimentos. Foi então levado para Jerusalém e ali sepultado. Os relatos de sua morte não são contraditórios, mas complementares.
Segundo (Crônicas 22:7) indica que a morte de Acazias ocorreu “da parte de Deus”, e, assim, Jeú atuou como executor da parte de Deus ao matar esse homem que tinha companheirismo com a condenada casa de Acabe. Acazias é também mencionado como “Azarias”, em 2 Crônicas 22:6 (embora, aqui, 15 manuscritos hebraicos rezem “Acazias”), e como “Jeoacaz”, em 2 Crônicas 21:17; 25:23 (um caso de transposição do nome divino para servir de prefixo, ao invés de sufixo).
Após a morte de Ocazias, sua mãe, Atália, mandou matar os possíveis herdeiros ao trono (exceto Jeoás que foi salvo por Jeoseba, filha de Jorão de Judá) e assumiu o poder em Judá durante os seis anos seguintes.